# Culture de la Corée du Nord

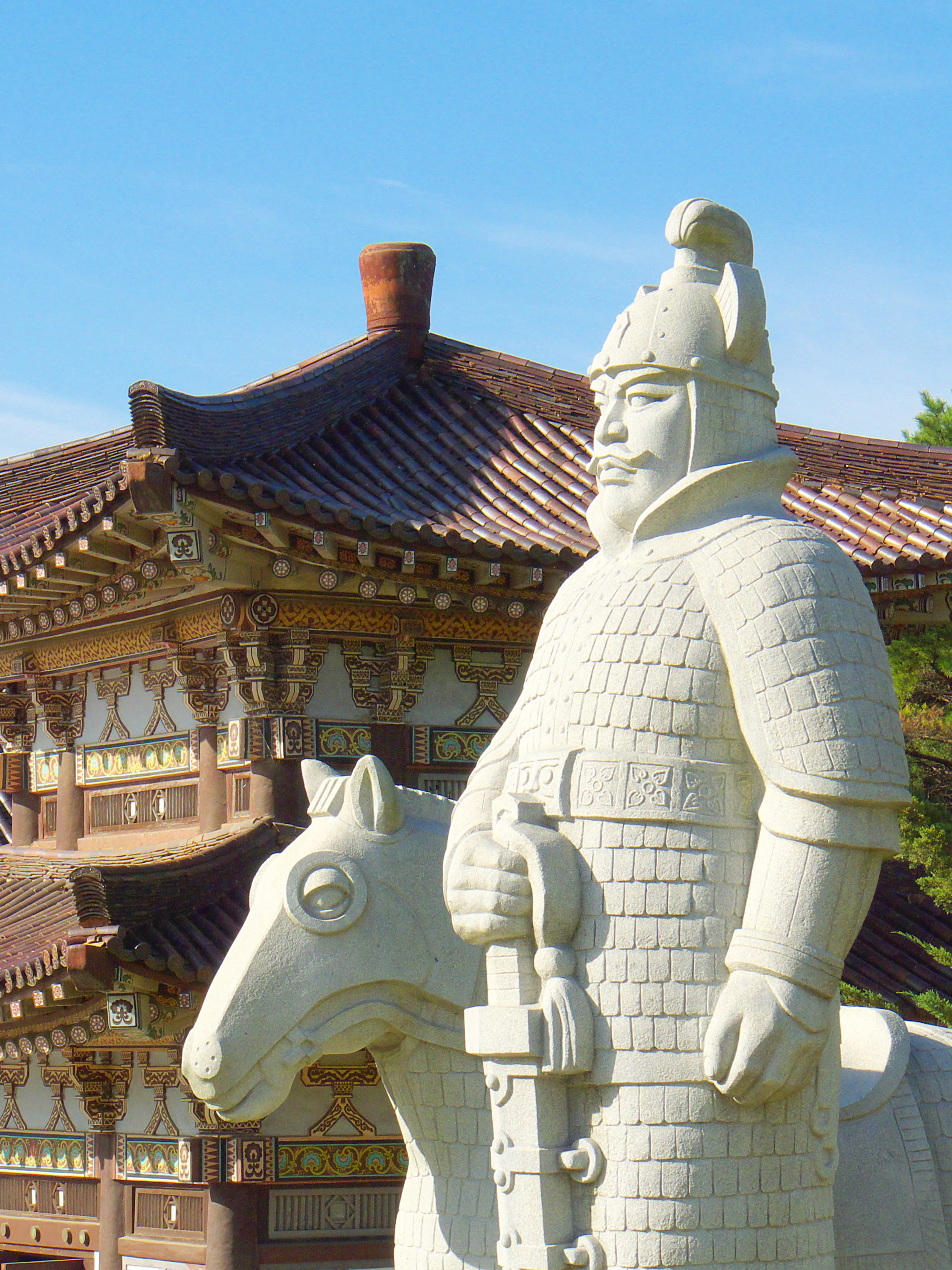
Tombe du roi Tongmyong à Pyongyang

Cet article se consacre à la description de la culture en Corée du Nord.

## Langues, peuples, cultures

### Langues
- Langues en Corée du Nord, Langues de Corée du Nord

### Peuples
- Démographie de la Corée du Nord
- Ethnic minorities in North Korea (en)
- Immigration en Corée du Nord
- Émigration de Corée du Nord

## Traditions

### Religion(s)
- Religion en Corée du Nord
- Chamanisme coréen
- Tablette ancestrale
- Bouddhisme en Corée
- Islam en Corée
- Irréligion

### Symboles
- Armoiries de la Corée du Nord, Drapeau de la Corée du Nord
- Chant patriotique, hymne national de la Corée du Nord

Drapeau de la Corée du Nord

Le drapeau nord-coréen, adopté le 8 septembre 1948, est constitué de bandes bleues et rouge, lesquelles symbolisent respectivement la paix et le socialisme. Les bandes blanches permettent l'association des trois couleurs traditionnelles de la Corée. On la retrouve dans les uniformes des écoliers nord-coréens. À gauche, l'étoile rouge symbolise le communisme. Elle est inscrite dans un disque blanc souvent analysé comme une représentation de l'univers, le yîn et le yáng.
Le Chant patriotique (hangeul: 애국가) est l'hymne national de la Corée du Nord selon l'article 165 de la Constitution du pays. Il a été adopté dès 1947, un an avant la proclamation de la RPD de Corée.
Les paroles ont été écrites par Pak Se-yong. La musique, d'inspiration soviétique, a été composée par Kim Won-gyun.

### Croyances
Han désigne un concept coréen qui renvoie à une esthétique de la douleur. Il s'agit d'une conception moderne et rétrospective de l'art traditionnel coréen.

### Fêtes
- Liste de fêtes des pays d'Asie

## Société
- Droits de l'Homme en Corée du Nord
- Propagande en Corée du Nord
- Prisons en Corée du Nord

### Culte de la personnalité deKim Il-sung

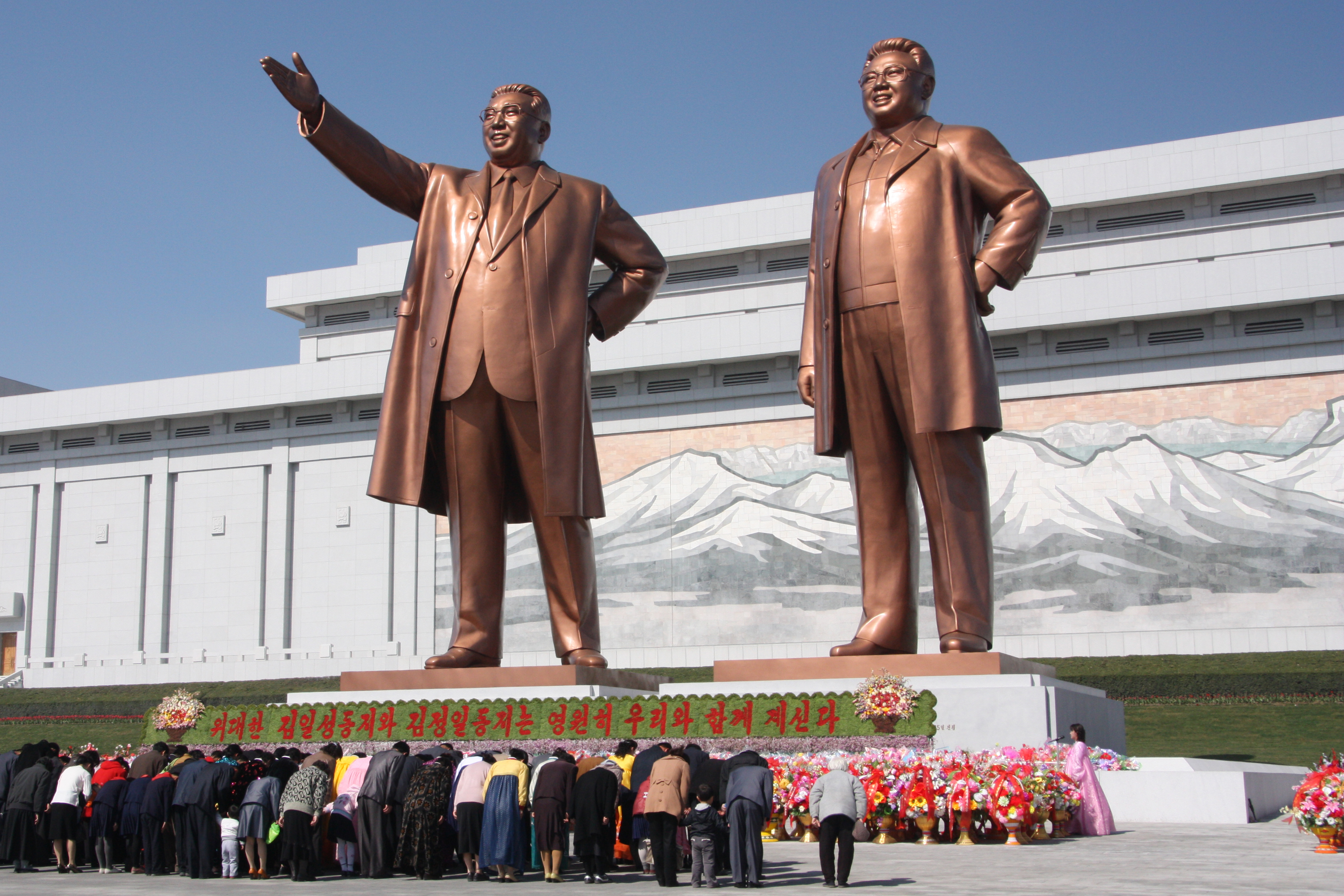
Statues de Kim Il-sung et Kim Jong-il, en 2012.

La Corée du Nord est le dernier pays du monde à être encore gouverné par un régime communiste de type stalinien.
Le culte de la personnalité de Kim Il-sung et de ses descendants est très important.

### Les relations culturelles internationales
La Corée du Nord a signé le 21 juillet 1998 la convention du patrimoine mondial de l'UNESCO. Les fonctions d'ambassadeur de la république populaire démocratique de Corée (RPDC) auprès de l'UNESCO sont exercées, à Paris, par le délégué général de la RPDC auprès de la République française. L'ensemble des tombes de Koguryo est inscrit depuis 2004 sur la liste du patrimoine mondial de l'UNESCO. Les monuments et sites historiques de Kaesong y sont inscrits depuis 2013.

## Cuisine

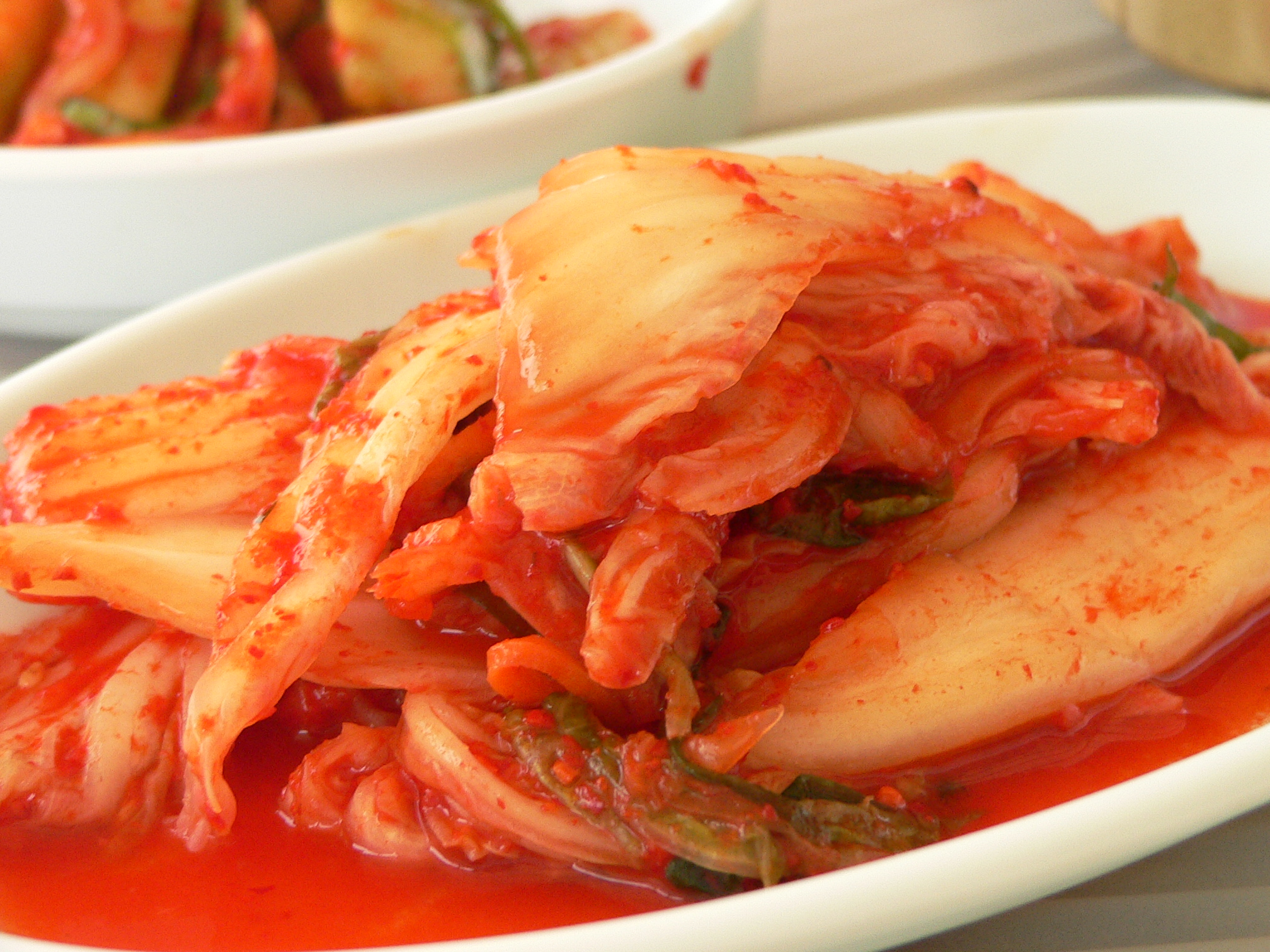
Kimchi

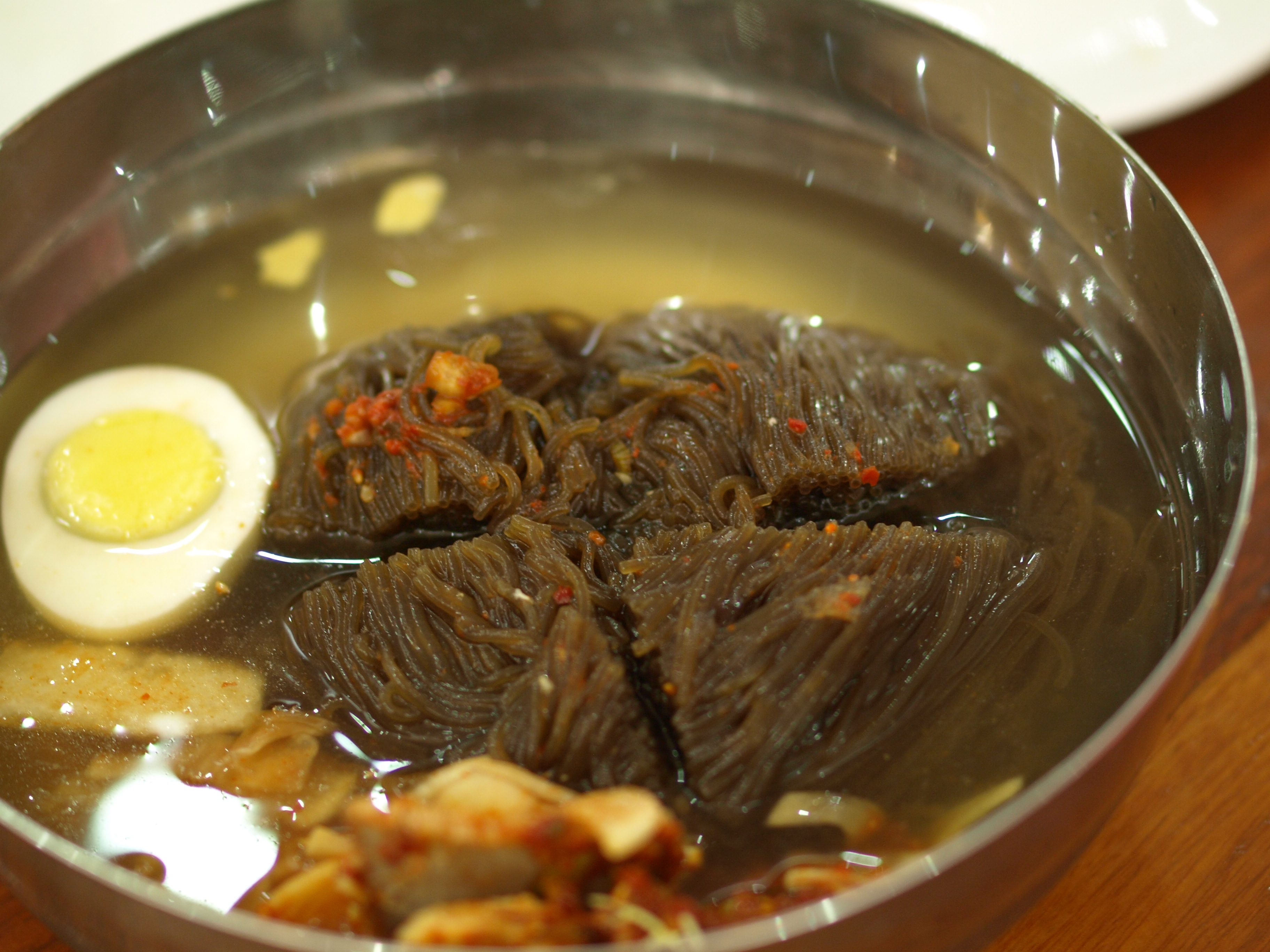
Naengmyeon

La cuisine nord-coréenne est moins épicée que celle de la Corée du Sud, notamment en ce qui concerne le kimchi, plat incontournable de la cuisine coréenne.
Le naengmyeon est une soupe traditionnelle à base de nouilles, de farine de sarrasin, de pomme de terre et de patate douce. Il en existe plusieurs variétés dont les plus réputées sont le mul naengmyeon (originaire de Pyongyang) et le bibim naegmyeon (originaire de Hamhung).
Le sungeoguk est une autre soupe à base de truite. Elle est originaire de Pyongyang. Dans cette ville, ce plat est appelé Taedonggang sungeoguk (soupe de la rivière Taedong).
La ville de Chongju, dans la province du Pyongan du Nord est célèbre pour ses noisettes.
Pyongyang est une chaine de restaurants essentiellement présente en Asie, propriété de l'État de Corée du Nord.

## Santé
- Santé, Protection sociale
- Santé en Corée du Nord
- Tabac en Corée du Nord
- HIV/AIDS in North Korea (en)

## Sports, arts martiaux

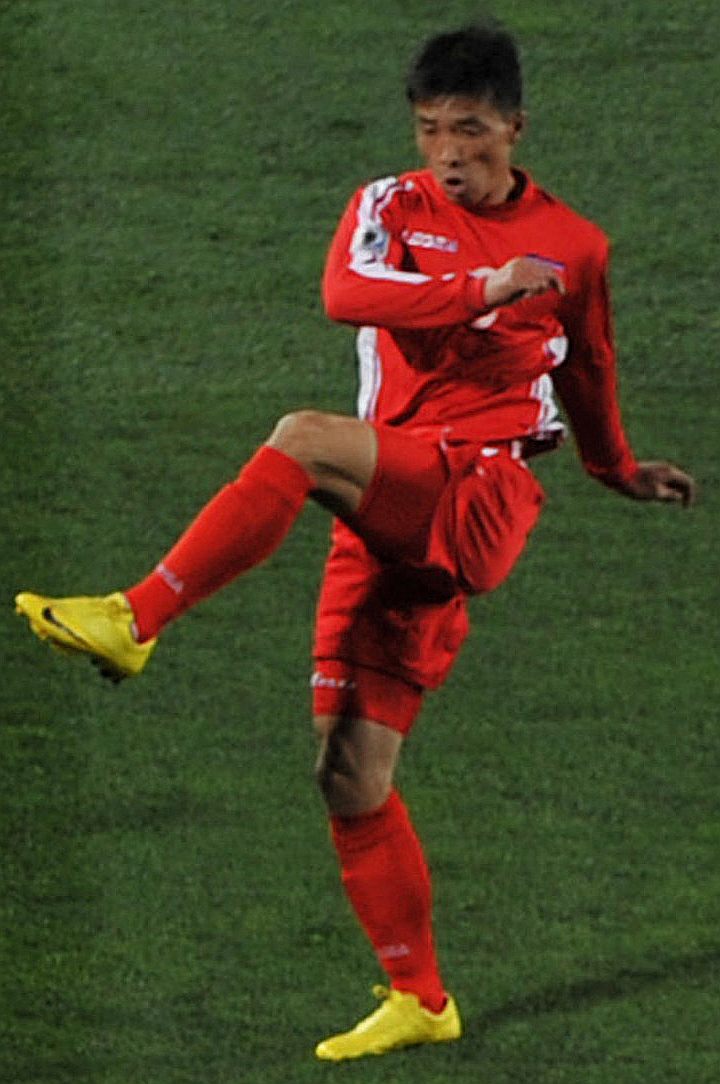
Ji Yun-nam, auteur de l'unique but nord-coréen lors de la Coupe du monde de football de 2010.

Comme beaucoup de pays communistes, la Corée du Nord utilise le sport comme moyen de propagande. Le pays a remporté en 2006 8 médailles d’or, 12 d’argent et 30 en bronze aux différents Jeux olympiques (reconnue par le Comité international olympique (CIO) depuis 1957).
L'équipe nationale de football est connue pour avoir été la première équipe d'Asie à se qualifier pour les quarts de finale d'une coupe du monde (c'était en 1966). Elle s'est aussi qualifiée pour le mondial de 2010 mais fut éliminée au premier tour en ne marquant qu'un seul but (contre le Brésil). Elle joue la plupart de ses matches à domicile au stade Kim Il-sung. Les matches importants se disputent au stade du Premier-Mai, le plus grand stade du monde avec 150 000 places environ.
Le taekwondo est l'art martial le plus populaire en Corée du Nord.
Les championnats du monde de tennis de table 1979 ont eu lieu à Pyongyang.
L'athlétisme et l'haltérophilie sont aussi pratiqués en Corée du Nord.

## Média
- Médias en Corée du Nord
- Censure en Corée du Nord
- Agence centrale de presse nord-coréenne
- Journalistes nord-coréens

### Presse
- Presse écrite en Corée du Nord
- Liste des journaux en Corée du Nord
- Liste des magazines de Corée du Nord

### Radio
- Radio en Corée du Nord,
- Liste des stations de radio en Corée du Nord (en)

La Corée du Nord compte 17 stations de radio, dont onze appartiennent à la Korean Central Broadcasting Station.
- Radio jamming en Corée (en)

### Télévision
- Télévision en Corée du Nord
- Liste des séries télévisées nord-coréennes (en)

Le taux d'équipement en postes de télévision s'élève à 170 postes pour mille habitants. La télévision coréenne compte quatre chaînes : la Télévision centrale coréenne (acronyme anglais : KCT), la Télévision de Mansudae, le Réseau éducatif et culturel coréen (à dominante culturelle) et la Télévision de Kaesong, cette dernière chaîne - créée en 2003 - ciblant un public sud-coréen. Si la mise en valeur des réalisations des dirigeants Kim Il-sung et Kim Jong-Il constitue le trait le plus original pour les observateurs occidentaux, les actualités internationales, la filmographie nord-coréenne et le sport occupent également une place importante dans la programmation des chaînes.

### Internet
- Internet en Corée du Nord
- Kwangmyong, protocole IP
- List of North Korean websites banned in South Korea (en)

## Littérature
- Littérature en Corée du Nord (en)
- Littérature coréenne
- Un roman nord-coréen traduit en français[3]

La littérature en Corée du Nord comporte des écrits politiques et révolutionnaires, mais aussi un courant réaliste qui dépeint la vie quotidienne et des auteurs de romans historiques, parmi lesquels Hong Sok-jung.
Deux romans historiques coréens, publiés par des auteurs nord-coréens, ont été récemment[Quand ?] publiés en Corée du Sud :
- Le grand prêtre bouddhiste Sosan (Sosan-taesa ou Hyujeong) par Choi Myung-ik en 1983 ;
- L’assassinat d’Ito Hirobumi par Ahn Joong-keun (Ahn Joong-keun Idungbakmunul-ssoda ; adapté par Rim Jong-sang.

## Artisanats
- Artisanat d'art

## Arts visuels
- Art coréen, Art coréen (rubriques)
- Artistes nord-coréens
- Artistes coréens

### Peinture
- Peintres nord-coréens

De style réaliste socialiste, la peinture cherche à immortaliser les faits et gestes des dirigeants, mais comporte également des scènes de nature inspirées de la tradition de la Corée ancienne : les montagnes sacrées et le tigre, disparu du sud de la péninsule dans les années 1930, représentent des thématiques traditionnelles.
Sun Mu, artiste nord-coréen établi en Corée du Sud, s'inspire du réalisme socialiste nord-coréen pour le parodier.

### Sculpture
- Sculpteurs nord-coréens

### Architecture
- Architectes nord-coréens

### Photographie
- Photographes nord-coréens

## Arts du spectacle

### Musique
- Musique coréenne
- Musique de Corée du Nord
- Groupes musicaux de Corée du Nord
- Mansudae Art Troupe (en)
- Musiciens coréens
- Musiciens coréens
- Musiciens nord-coréens

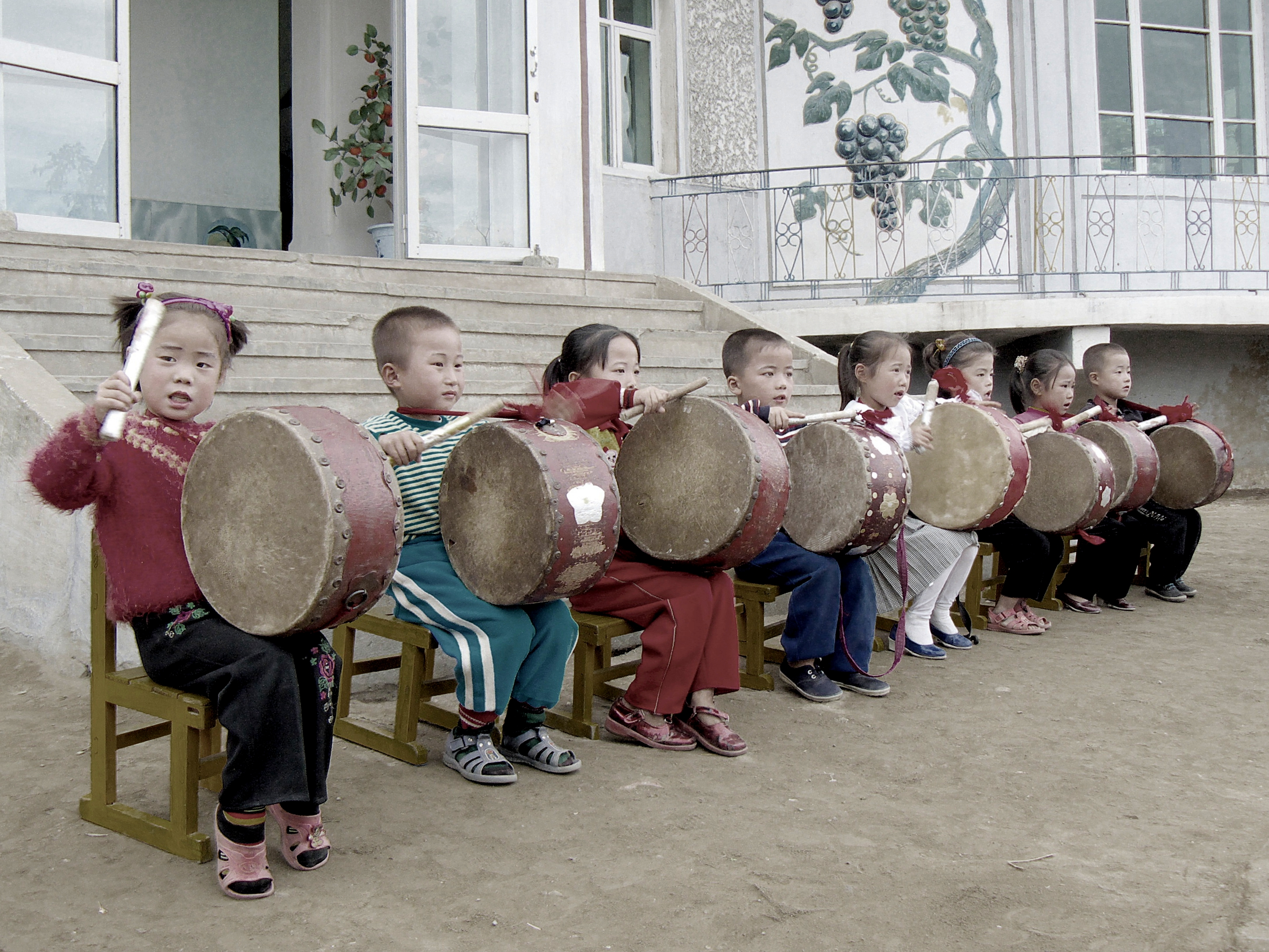
Enfants jouant du tambour dans une ferme coopérative près de Wonsan

- Compositeurs nord-coréens, Kim Won-gyun (1917-2002)
- Danseuses nord-coréennes

La Corée du Nord encourage l'éducation musicale dans la formation scolaire. Les études musicales peuvent se poursuivre à l'étranger.
La musique est, avec la gymnastique et la danse, l'une des trois principales disciplines mises en valeur dans le festival Arirang (spectacle de masse).
L'usine d'instruments de musique de Pyongyang est l'une des principales unités de production des instruments nord-coréens, notamment ceux traditionnels (kayagum, okryugum, jangsaenap, jodae, tanso, taephiri...).
De nombreux artistes nord-coréens ont été lauréats de prix internationaux, à l'instar de Hwang Un-mi, étudiante nord-coréenne au conservatoire Sainte-Cécile de Rome, lauréate du 13e concours international de chant Giuseppe Di Stefano, en mai 2006.
Voir : Kim Ok-song, le quatuor à guitares du Corps populaire de l'Intérieur de la Corée et Ri Kyong Suk, interprète de l’Arirang.

#### Opéra

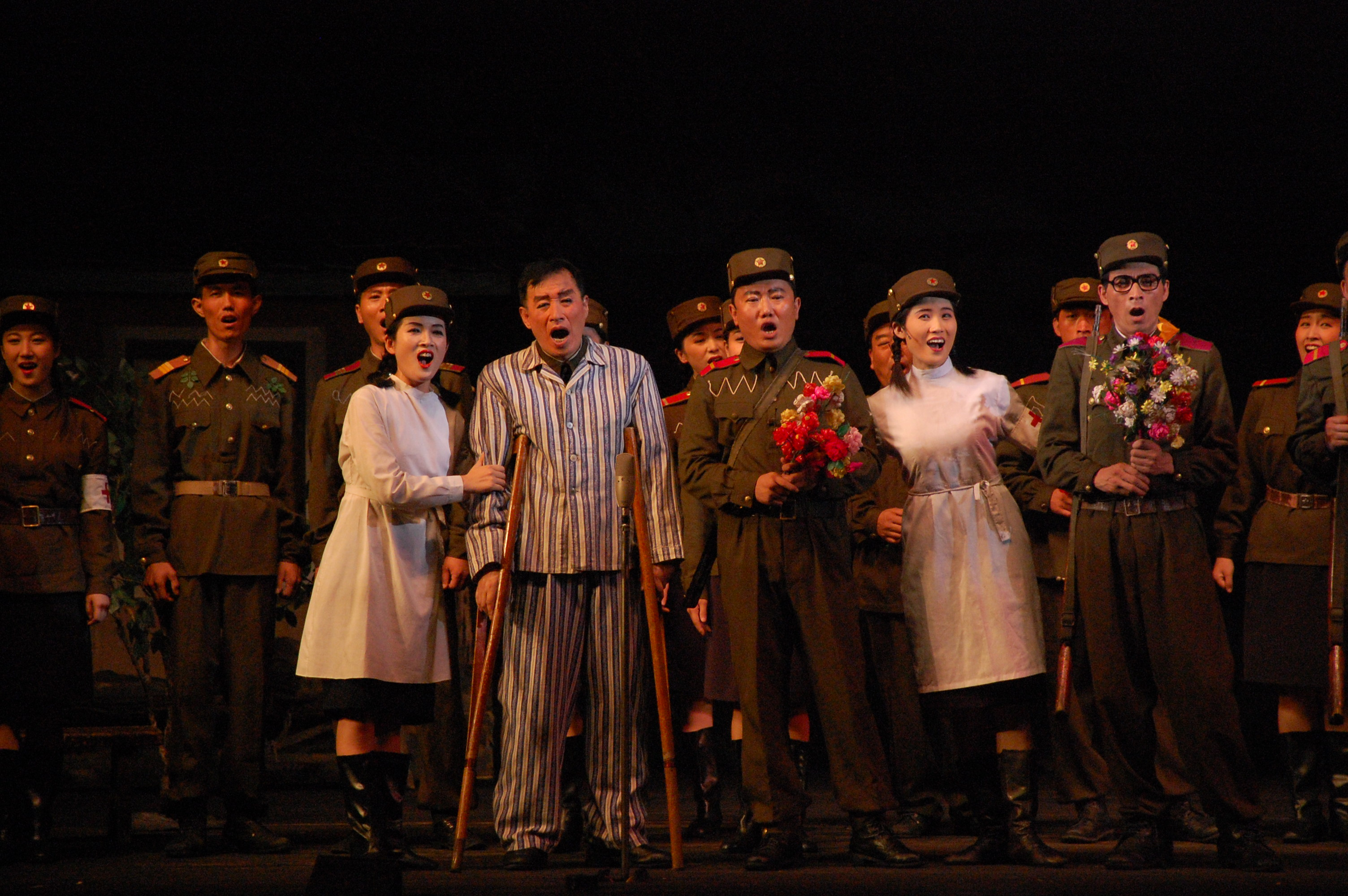
Représentation à l'Opéra de Pyongyang

L'opéra révolutionnaire style Mer de sang, écrit en 1971 par le président Kim Il-sung, représente la lutte anti-japonaise dans les années 1930 qui constitue, avec la guerre de Corée et les combats de la Seconde Guerre mondiale, des thèmes majeurs de la création artistique, littéraire, musicale et cinématographique.

### Danse
- Danse en Corée
- Liste de danses
- Danseurs coréens
- Danse traditionnelle, moderne, contemporaine

### Cirque
Basé sur la tradition d'excellence des acrobates nord-coréens, comportant a contrario peu d'animaux, le cirque est fortement développé en Corée du Nord. Les "flying girls" (trapézistes) du cirque d'État de Pyongyang ont ainsi reçu un clown d'or au 30e festival international du cirque de Monte-Carlo.

### Spectacles de masse
Le spectacle de masse tient une place importante dans la culture nord-coréenne. Le plus connu est le festival Arirang. Il se déroule pendant plusieurs semaines à Pyongyang, au stade du Premier-Mai, à l'occasion des principales fêtes nationales.
Lors du 13e Festival mondial de la jeunesse et des étudiants, organisé du 1er au 8 juillet 1989, Pyongyang a accueilli 22 000 participants venant de 177 pays.

### Cinéma
- Cinéma nord-coréen
- Réalisateurs nord-coréens, Scénaristes nord-coréens
- Acteurs nord-coréens, Actrices nord-coréennes
- Films nord-coréens
- List of North Korean films (en)

Comme en Chine, le cinéma occupe une place essentielle dans les loisirs. Le Festival international du film de Pyongyang est organisé tous les deux ans.

## Patrimoine culturel

### Musées
- Trésors nationaux de Corée du Nord
- Liste de musées en Corée du Nord
- Bibliothèques en Corée du Nord

### Patrimoine mondial
Deux sites sont inscrits au Patrimoine mondial de l'UNESCO et cinq figurent sur la liste indicative.
- Liste du patrimoine mondial en Corée du Nord

### Patrimoine culturel immatériel
Le programme Patrimoine culturel immatériel de l'UNESCO a inscrit dans sa liste représentative :
- 2014 : le chant traditionnel Arirang dans la république populaire démocratique de Corée[7],
- 2015 : la tradition de la préparation du kimchi dans la république populaire démocratique de Corée[8],
- 2018 : La lutte coréenne traditionnelle (Ssirum/Ssireum)[9].